# Lakeville (Massachusetts)
Lakeville é uma vila localizada no condado de Plymouth no estado estadounidense de Massachusetts. No Censo de 2010 tinha uma população de 10.602 habitantes e uma densidade populacional de 113,32 pessoas por km².

## Geografia
Lakeville encontra-se localizado nas coordenadas 41° 50′ 04″ N, 70° 57′ 25″ O. Segundo o Departamento do Censo dos Estados Unidos, Lakeville tem uma superfície total de 93.56 km², da qual 76.55 km² correspondem a terra firme e (18.17%) 17 km² é água.

## Demografia
Segundo o censo de 2010, tinha 10.602 pessoas residindo em Lakeville. A densidade populacional era de 113,32 hab./km². Dos 10.602 habitantes, Lakeville estava composto pelo 96.79% brancos, o 0.75% eram afroamericanos, o 0.12% eram amerindios, o 0.81% eram asiáticos, o 0.01% eram insulares do Pacífico, o 0.42% eram de outras raças e o 1.09% pertenciam a duas ou mais raças. Do total da população o 0.87% eram hispanos ou latinos de qualquer raça.